# Wapen van Geraardsbergen

Het wapen van Geraardsbergen (sinds 1986).

Het Wapen van Geraardsbergen is het heraldisch wapen van de Oost-Vlaamse stad Geraardsbergen.
Het wapen werd op 4 augustus 1818 door de Hoge Raad van Adel tijdens het Verenigd Koninkrijk der Nederlanden aan de stad toegekend en werd op 19 april 1907 in gewijzigde versie, per koninklijk besluit, aan Geraardsbergen toegekend en ten slotte, per ministerieel besluit, op 3 december 1987 in lichtjes gewijzigde versie herbevestigd.

## Geschiedenis

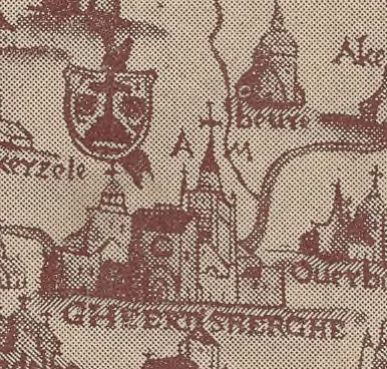
Geraardsbergen met wapenschild op De Charte van Vlaendren uit 1538.

De oudste bekende afbeelding in kleur van een wapen van Geraardsbergen dateert uit de 15e eeuw, waarbij het gaat een herkruist kruis van keel op twee treden van hetzelfde op een veld van zilver. Op een vroeg-16e-eeuwse afbeelding staat het kruis op vier in plaats van vier treden. Op De Charte van Vlaendren uit 1538, die door Pieter van der Beke was getekend, vinden we dit kruis terug op drie treden - zoals ook op het huidige wapen het geval is - en met aan weerszijden een schildje waarvan de figuren onduidelijk zijn. We weten echter dat het zegel van Geraardsbergen in de 16e eeuw ook een dergelijk kruis op drie treden toonde heraldisch rechts ervan de dubbelkoppige adelaar en heraldisch links ervan de leeuw van Vlaanderen (dit verwees naar het feit dat Geraardsbergen als deel van het Land van Aalst zowel deel uitmaakte van het Heilig Roomse Rijk als van het graafschap Vlaanderen (Rijks-Vlaanderen)).
Toen Geraardsbergen begin 19e eeuw voor het eerste een officieel gemeentewapen aanvroeg werd dit toegekend met een calvariekruis op drie treden van lazuur met aan weerszijden een klauwende leeuw van keel op een schild van goud, het geheel getopt met een markiezenkroon. Bij de herbevestiging van het wapen in 1907 werd deze kroon vervangen door een stedenkroon, daar Geraardsbergen een van de ommuurde steden van Vlaanderen was, en werd het calvariekruis nu in keel afgebeeld en werden nu heraldisch rechts ervan de dubbelkoppige adelaar en heraldisch links ervan de leeuw van Vlaanderen (gekroond) afgebeeld (beiden niet in een apart schildje maar als wapendier in het schild). Bij de laatste herbevestiging werden de schildjes teruggeplaatst met respectievelijk de dubbelkoppige adelaar en leeuw (deze keer zonder kroon).

## Blazoen
Het eerste wapen werd door de Hoge Raad van Adel op 4 augustus 1818 toegekend.
Het tweede wapen werd op 19 april 1907 bij Koninklijk Besluit toegekend.
Het huidige wapen heeft de volgende blazoenering:
In zilver een kalvariekruis van keel op drie treden van hetzelfde, vergezeld rechts van een schild van goud met een dubbele adelaar van sabel en links van een schild van goud met een leeuw van sabel. Het schild getopt met een stedekroon met vijf torens van goud.— Ministerieel Besluit van 3 december 1987.

## Verwante wapens

Wapen van Aalst.
Wapen van Lierde.
Wapen van Ninove.